# Pterigopodio
Lo pterigopodio (o clasper) è una struttura anatomica maschile tipica di alcuni gruppi di animali, utilizzata nell'accoppiamento.
I maschi dei pesci cartilaginei hanno afferratori formati dalla parte posteriore delle loro pinne pelviche, che servono come organi intromittenti utilizzati per incanalare sperma nella cloaca della femmina durante l'accoppiamento. L'atto di accoppiamento in alcuni pesci, tra cui gli squali, di solito prevede che uno dei clasper resti sollevato per permettere all'acqua di entrare nel sifone attraverso un orifizio apposito. Il clasper viene quindi inserito nella cloaca, dove si apre come un ombrello per ancorare la sua posizione. Il sifone poi comincia a contrarsi espellendo acqua e sperma. Le chimere maschio hanno clasper cefalici (tenacula) sul capo, che si pensa possano aiutare a trattenere la femmina durante l'accoppiamento.
In entomologia, lo pterigopodio è una struttura presente negli insetti maschi che viene utilizzata per trattenere la femmina durante l'accoppiamento.